# Luigi Quaini

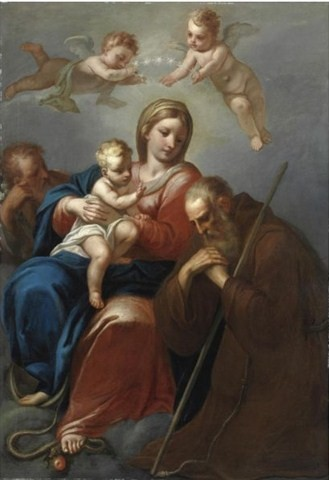
Virgen con el Niño y San Francisco

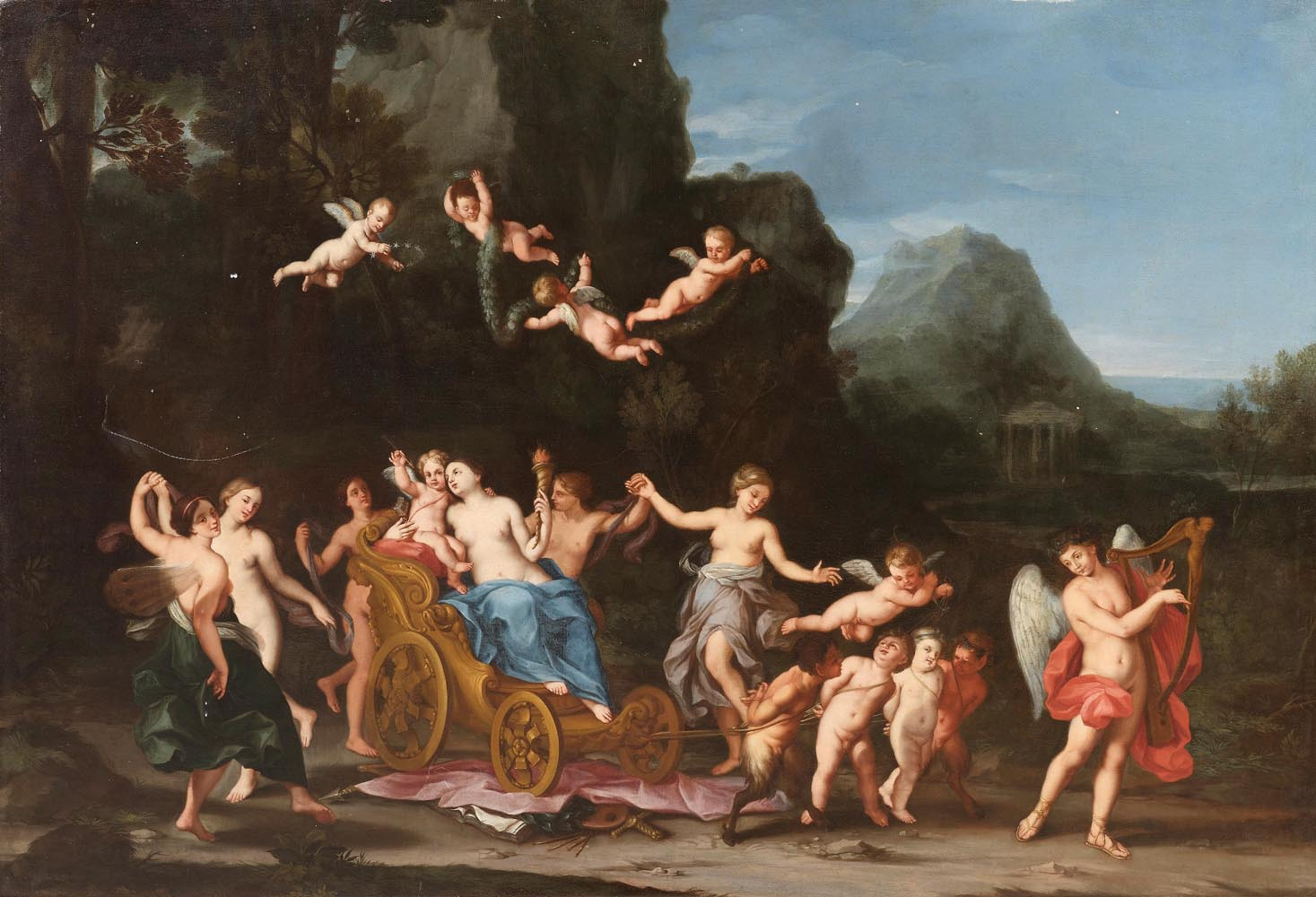
Triunfo de Venus y Cupido

Luigi Quaini (Ravena, 1643 – Bolonia, 1717) fue un pintor italiano del Barroco, especializado en la pintura de quadratura, o sea, de perspectivas arquitectónicas.

## Biografía
Comenzó su aprendizaje en el taller de su padre, Francesco Quaini, que había sido a su vez alumno de Agostino Mitelli. Continuó su formación con Guercino y Carlo Cignani, pariente suyo. En su estudio coincidió con Marcantonio Franceschini, que se convirtió en su cuñado. Ambos pintores colaboraron en diversos trabajos en las ciudades de Bolonia, Módena, Piacenza, Génova y Roma. Franceschini se encargaba de las figuras y Quaini de los paisajes y la arquitectura.
En Roma colaboró en la composición de los diseños para los mosaicos de la cúpula de la Basílica de San Pedro. Quaini es también el autor de diversos retablos de altar, como la Visitación de San Giuseppe de Bolonia o la Pietà de la Carità, o el San Nicolás visitado por la Virgen de la iglesia de San Niccolò.

## Obras destacadas
- Visitación (San Giuseppe, Bolonia)
- Pietà (Carità, Bolonia)
- San Nicolás es visitado por la Virgen (San Niccolò, Bolonia)
- Erminia entre los pastores (Accademia Albertina, Turín)
- Armida descubre a Rinaldo dormido (Accademia Albertina, Turín)
- Rinaldo y Armida en el Jardín Encantado (Colección Marco Galliani, Bolonia)
- Armida abandonada (Colección Marco Galliani, Bolonia)
- Cristo y la samaritana en el pozo (Colección particular)
- Virgen con el Niño y San Francisco (Colección particular), atribución dudosa.